# Dziedzickia pubericornis
Dziedzickia pubericornis är en tvåvingeart som beskrevs av Edwards 1933. Dziedzickia pubericornis ingår i släktet Dziedzickia och familjen svampmyggor.
Artens utbredningsområde är Bolivia. Inga underarter finns listade i Catalogue of Life.